# قلب ضعيف
قلب ضعيف (1848م)، (بالروسية: Слабое сердце)، هي رواية قصيرة للأديب الروائي دوستويفسكي، وتعد من أعمال دوستويفسكي العميقة فكرياً، فهو يحكي عن شاب من صغار الموظفين راضٍ عن مصيرهِ برغم مرتبه الصغير وحالهُ الضعيفة، فاسند إليه رئيسه في العمل عملا كثيراً ضخماً، ولكنه يقع خلال ذلك في حب فتاة بريئة فينشغل بحبه ناسياً عمله، ويقيم ذلك الشاب مع صديقه الوفي، الذي يحبه حبا جما، يضخم الشاب خطئه في التأخر عن تسليم عمله إلى سيده، ويحسب ذلك جريمة إلى المحسن له، ويضخم الأمور، ويرتبك، ويصاب بانفعال شديد، ثم يهوي إلى حافة الجنون، فيحسب انهم سيقودونه عقاباً لهُ إلى الخدمة العسكرية.

## القصة
الرواية تتحدث عن شخص من صغار الموظفين، وهو شاب يفيض مزايا وخيراً ومحبه، وهو راض عن مصيره، بالرغم من أن راتبه لا يزيد على خمسة وعشرين روبلا (عملة روسية) في الشهر. نظراً لطيبته فإن رئيسه جوليان ماستاكوفتش يستغله. عاهداً اليه بأعمال إضافية لا يدفع لهُ أجرها خلال أربعة أشهر ولكن فاسيا ينهض بالعبئ في جد واجتهاد وحماسه، حتى إذا كافئه رئيسه بخمسين روبلاً فاض قلب الفتى شعورا بالشكر والامتنان، والفتى سعيد، لان له صديقاً عزيزاً عليه هو اركاد، ولانه خطب فتاة يحبها حب العبادة، ولانه ينعم بالحظوة لدى رئيسه ولكن (قلبه الضعيف) ينوء بحمل كل هذه السعادة.لقد اهمل انجاز العمل الذي عهد به اليه رئيسه، لانه قضي اوقات فراغه كلها عند خطيبته فها هو ذا يشعر من ذلك بانه اثم في حق رئيسه، وهاهو ذا الجنون يستولي عليه شيئا بعد شيء مهرباً من العمل الذي أصبح لا يطيق انجازه، ومهربا من الحب الذي يري انه لا يستحقه، ومهربا من الشعور بالاثم، الذي يمضه ويرهقه اشد الإرهاق، وما اروع المشهد الذي يصوره دوستويفسكي، حين يرينا الفتي المسكين وقد استولى عليه جنونه فهو يجري ريشته سريعا ع الورق بغير حبر، ويقلب الاوراق واحدة بعد أخرى بيضاء لم يخط عليها سطراً ظاناً انه يعجل قيامه بالعمل. رجاؤه انجازه في الموعد المطلوب تقديمه إلى رئيسه، انه مشهد مؤثر يكوي النفس حزناً.لقد ضخم الفتى المسكين خطيئة تقصيره تضخيماً شديداً، فاحس في اطار النظام القاسي الذي يسود عهد نيقولا الاول، انه يرتكب جريمة التمرد وعدم الخضوع للرؤساء، وتوقع ان ينزل فيه العقاب الذي ينزل في المجرمين السياسيين، وهو ادخال المجرم في الجيش جندياً بسيطا لسنوات طويلة. ترى الا يمكن ان يقال ان دوستويفسكي، حين صور هذا الفتى الحالم الذي انتهي الي الجنون، كان يعبر عن مخاوفه من الوقوع في هوة الجنون، وعن احساسه انه سيعاقب هو أيضاً بالنفي والجندية لسنين (نفي دوستويفسكي في سيبيريا مدة 4 سنوات، وجند في الخدمة العسكرية مدة 4 سنوات أخرى، لكن توسط له بارون فرقي إلى ضابط ومن ثم إلى ملازم ثان مستعيدا بذلك حقوق النبالة مع عدم السماح له بالذهاب إلى العاصمتين سانت بطرسبرغ وموسكو)..